# Ogata Kenzan
Ogata Kenzan (尾形 乾山), originalmente Ogata Shinsei (尾形 深省), e também conhecido pelo pseudónimo Shisui (Quioto, 1663 — Edo, 1743), foi um pintor e ceramista japonês.

## Biografia
Nascido na localidade de Quioto, Ogata Kenzan provinha de uma família rica de comerciantes, e o seu irmão mais velho era Ogata Kōrin (1658 — 1716). Kenzan estudou com o oleiro Nonomura Ninsei, tendo produzido o seu próprio forno. Em 1712, um nobre patrocinou o seu forno, e Ogata então se mudou para a parte leste de Quioto. É considerado um dos mais importantes ceramistas do período Tokugawa, e é associado à cerâmica Kyō. Em 1713, ele passou a residir em Edo (atualmente Tóquio), onde passou o resto da sua vida.
Ogata Kenzan produziu um estilo distinto de relvas pinceladas de forma livre, flores e pássaros como temas decorativos para cerâmica. As suas peças destacam-se pela relação perfeita entre o desenho e a forma. Ele colaborava frequentemente na decoração de cerâmica com seu irmão mais velho, Ogata Kōrin,   no estilo que então ficou conhecido como Rinpa.
O ceramista britânico Bernard Leach, escreveu um livro sobre Ogata Kenzan em 1966, intitulado Kenzan and his Tradition, que foi publicado pela editora Faber & Faber, em Londres.

## Galeria

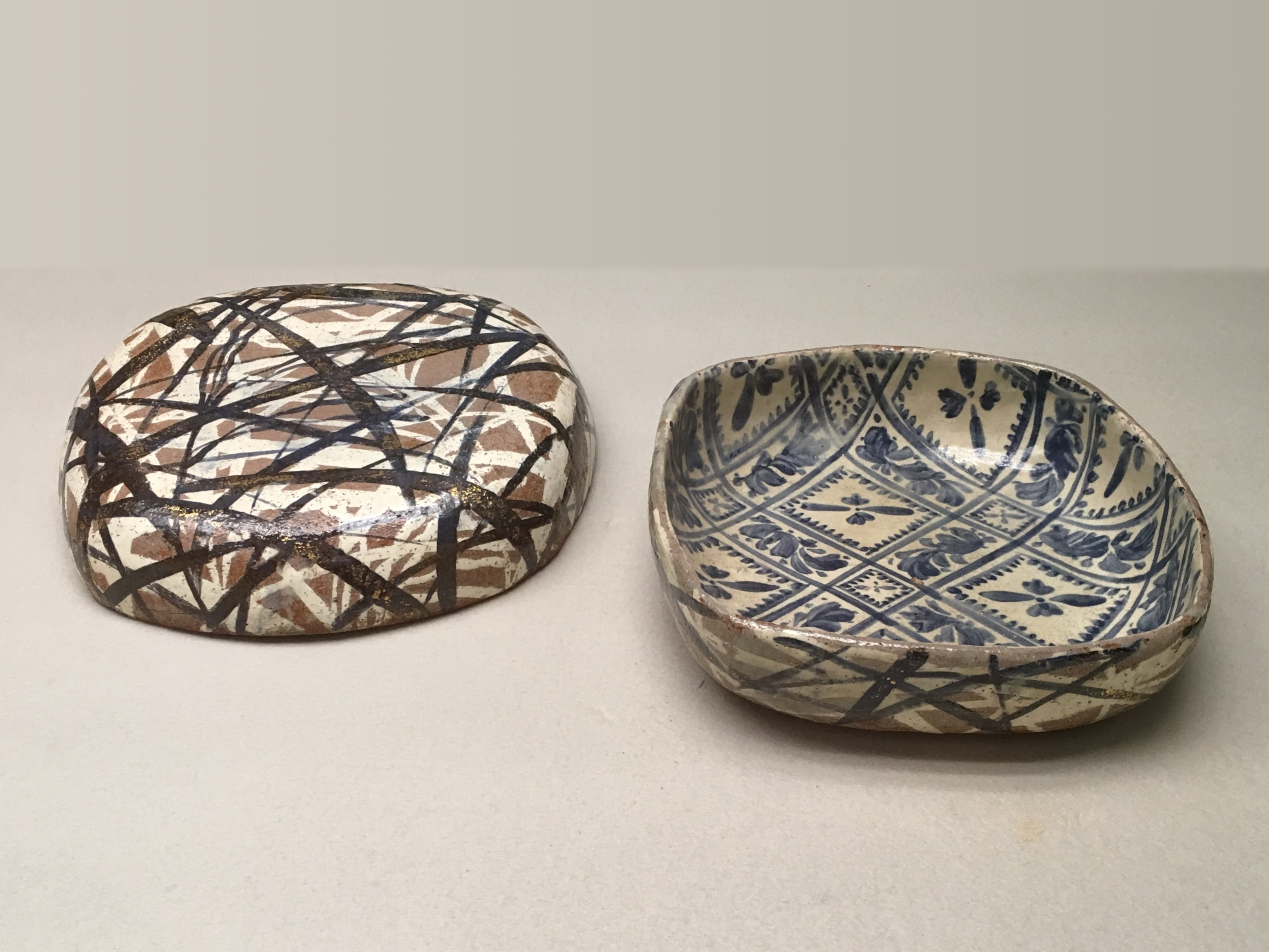
Recipiente e louça de barro, datados do período Edo, na primeira metade do século XVIII, considerados Bens Culturais Importantes.
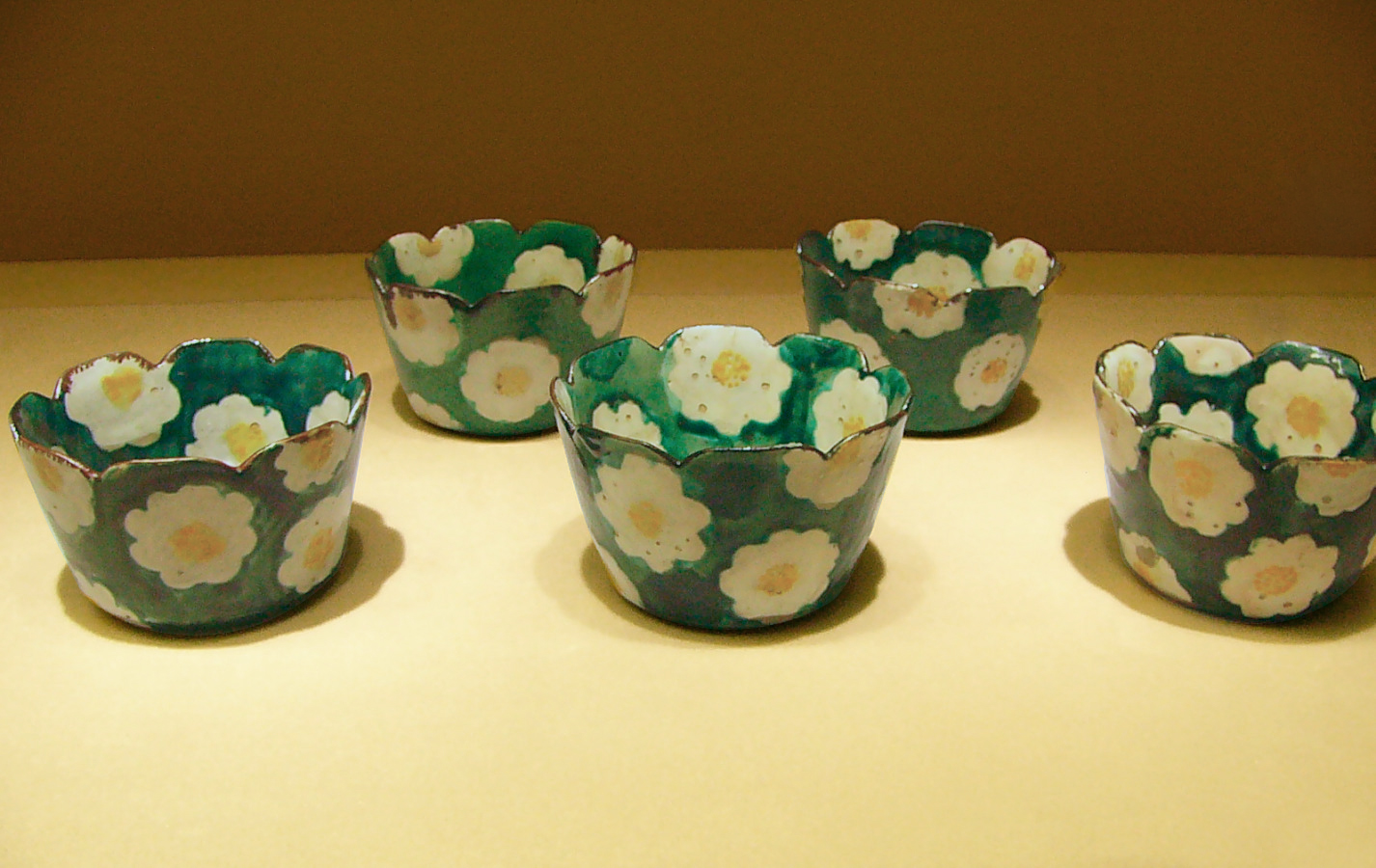
Cinco pequenas tigelas de cerâmica vidrada.
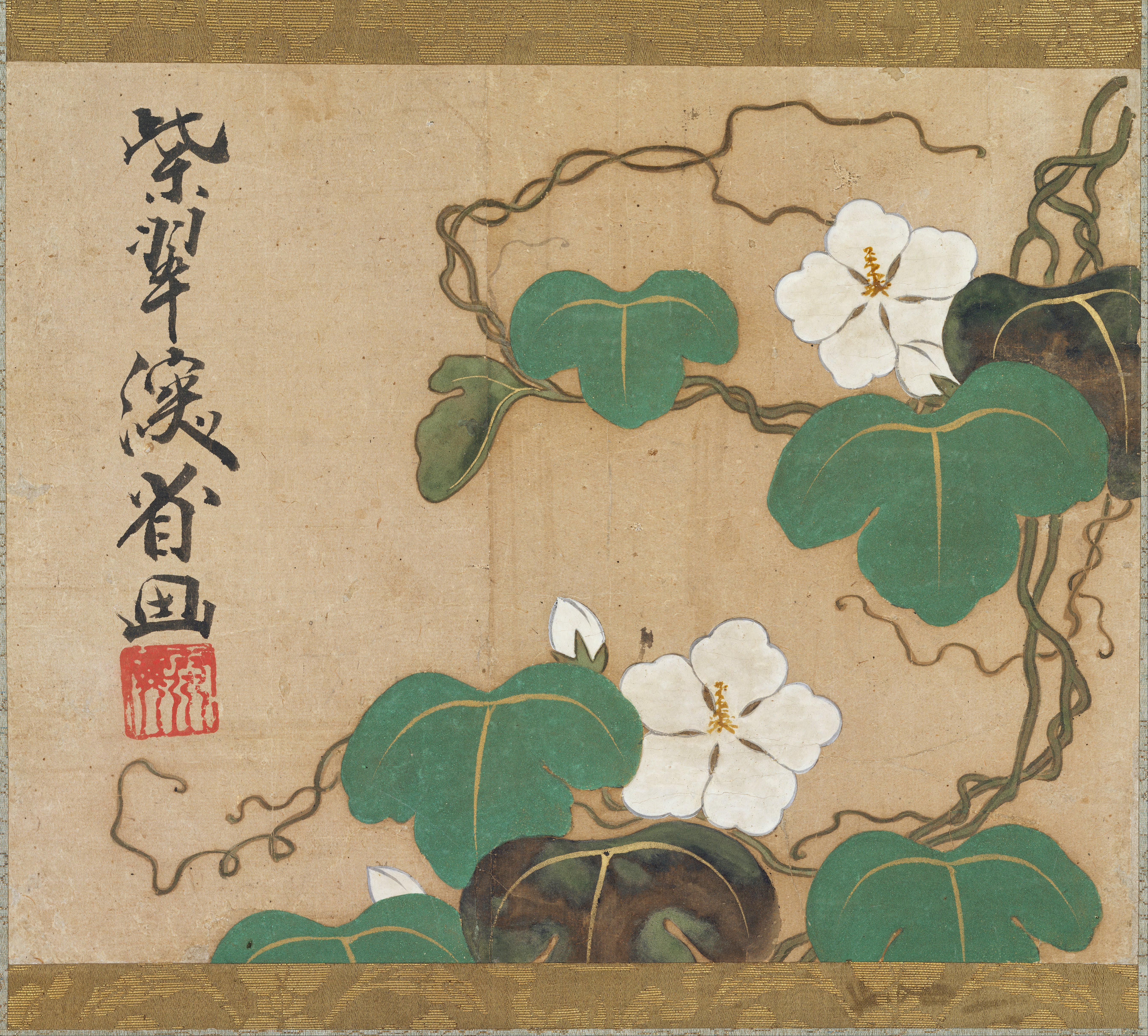
Pergaminho suspenso, tinta, cor e ouro sobre a pintura de papel das espécies de plantas do género Ipomoea.
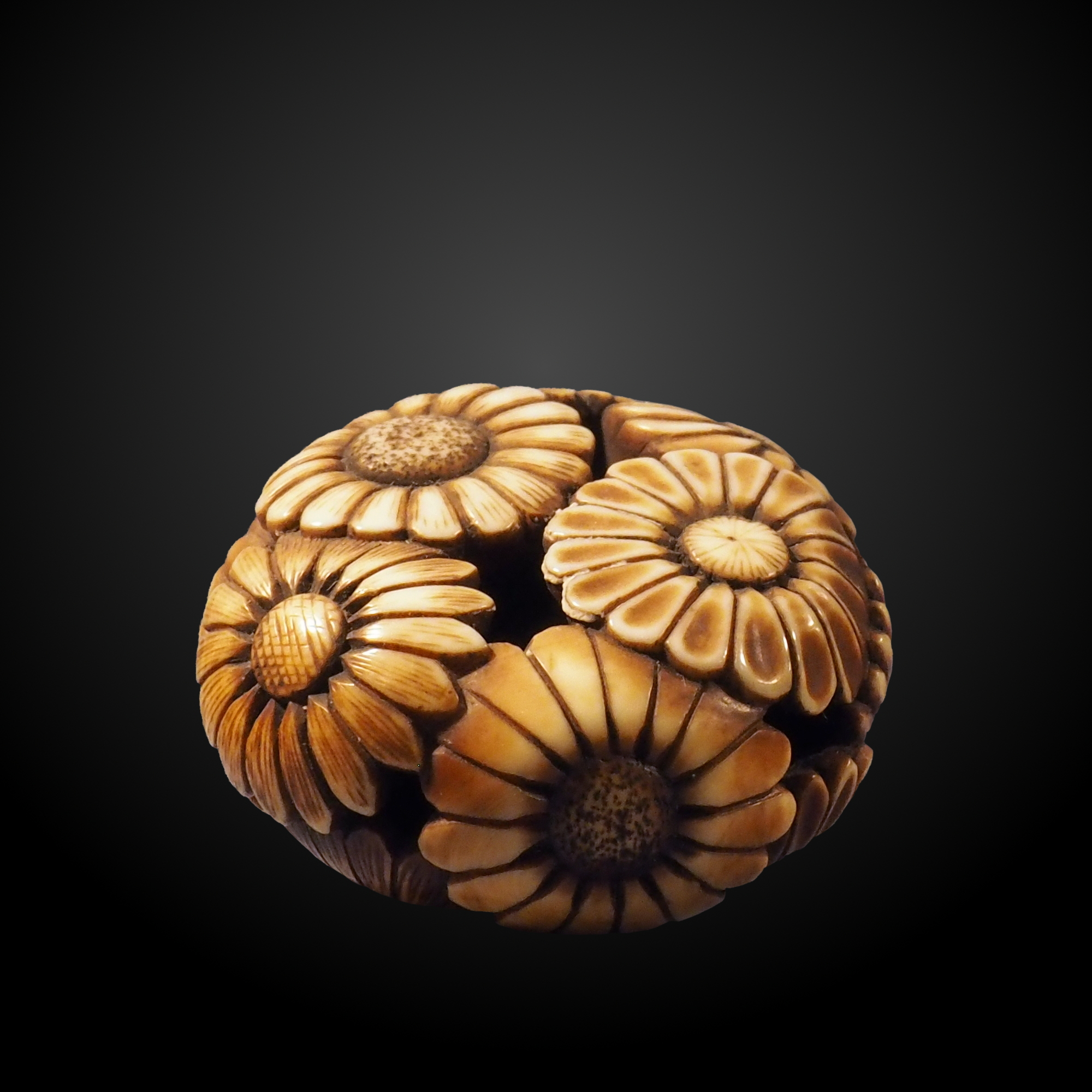
Netsuquê a representar os crisântemos.
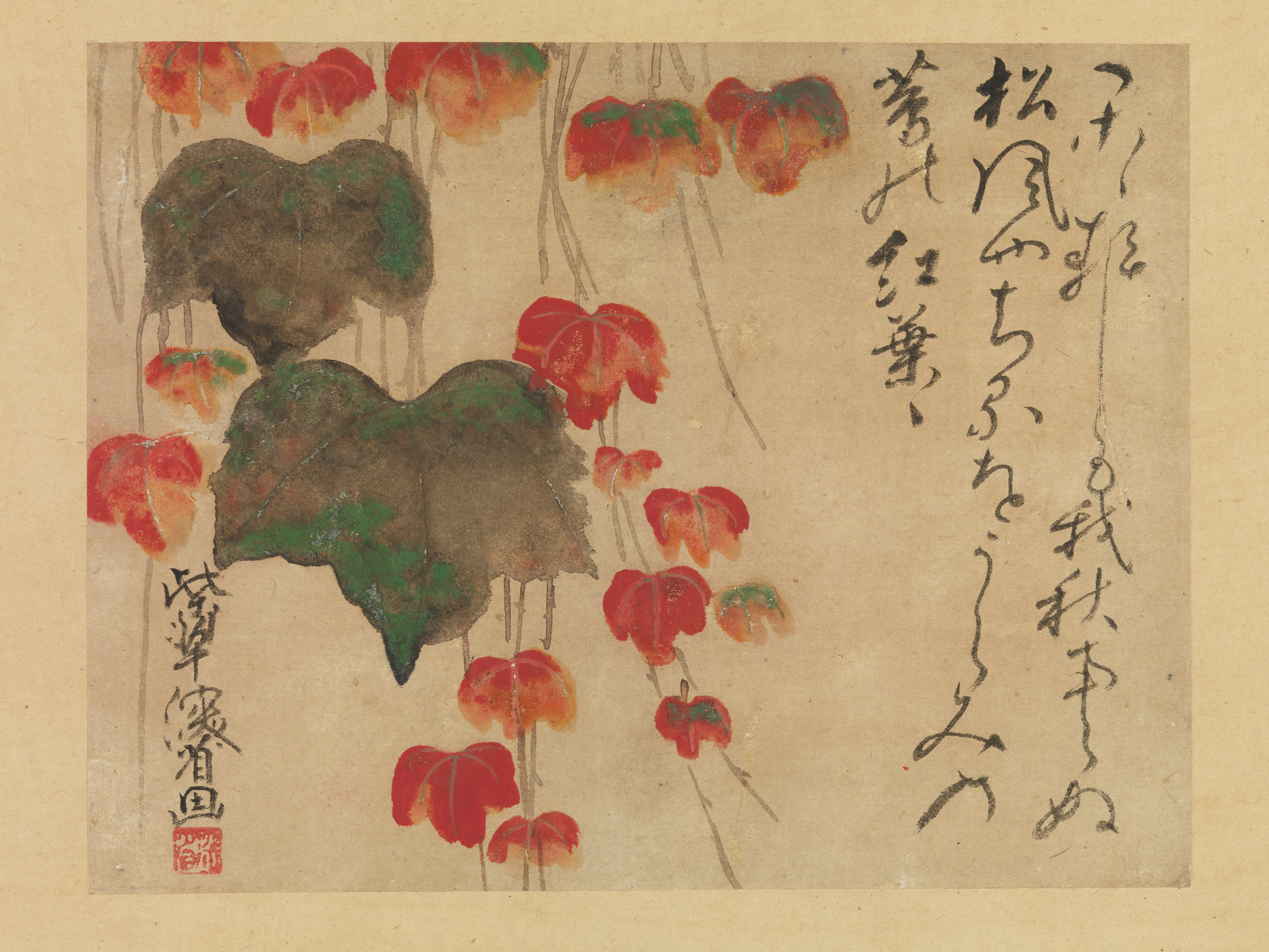
Hera de Outono (depois de 1732).